# Serra de la Nuja
La Serra de la Nuja és una serra situada entre els municipis de Pujalt i Calonge de Segarra a la comarca de l'Anoia, amb una elevació màxima de 769 metres.